# Academia Nacional de la Historia de la República Argentina
La Academia Nacional de la Historia de la República Argentina es una institución creada en 1893 que está dedicada a la investigación y promoción del conocimiento histórico argentino y sudamericano mediante publicaciones, grupos de trabajo, cursos, congresos y conferencias y dictámenes sobre temas de su incumbencia, estimulando además la tarea específica de terceros mediante el otorgamiento de premios.

## Orígenes
La academia tuvo origen en la «Junta de Numismática» creada en la década de 1890 por iniciativa de Bartolomé Mitre, quien la presidió hasta su muerte en 1906.
Las primeras reuniones se realizaban en la casa de Alejandro Rosa, ubicada en la Manzana de las Luces. En 1906 ocupó su primera sede permanente en el edificio del antiguo Congreso Nacional, en ese momento sede también del Archivo General de la Nación.
A la muerte de Mitre, lo sucedieron en la presidencia Enrique Peña, Antonio Dellepiane, Ramón J. Cárcano, Carlos Correa Luna y Ricardo Levene, quien en 1938 impuso la actual denominación de la Academia.
Entre 1918 y 1971 funcionó en el edificio del Museo Mitre, retornando luego al edificio del antiguo Congreso, de la que fue designada custodia, y que ocupa hasta la actualidad.
El emblema de la academia  presenta un marco irregular, que asemeja un sello de lacre, conteniendo la figura de una mujer sentada debajo de un árbol en actitud meditativa y coronada con laureles, en su mano izquierda sostiene un libro que lleva en su tapa la palabra Historia, al tiempo que lo apoya sobre su rodilla. Completan la escena el océano que se extiende a sus pies, y al fondo los Andes que esconden a un sol naciente y la leyenda “Lucem Quaerimus”, o sea “buscamos la luz”, lema de la institución.
Esta frase resume la divisa de la Junta de Historia y Numismática Americana: “colentes veritatem, ex reliquiis veterum lucem quaerimus” o sea “Amantes de la verdad, buscamos la luz en las reliquias del pasado”.

## Presidentes
- (1893 – 1906) Tte. Gral. Bartolomé Mitre
- (1906 - 1915) Sr. Enrique Peña
- (1915 - 1917) Sr. José Marcó del Pont
- (1917 - 1919) Dr. Antonio Dellepiane
- (1919 - 1923) Dr. Ramón J. Cárcano
- (1923 - 1927) Dr. Martiniano Leguizamón
- (1927 - 1931) Dr. Ricardo Levene
- (1931 - 1934) Dr. Ramón J. Cárcano
- (1934 - 1953) Dr. Ricardo Levene
- (1955 - 1959) Dr. Ricardo Levene
- (1959 - 1959) Dr. Arturo Capdevila
- (1960 - 1962) Dr. Carlos A. Pueyrredón
- (1962 - 1966) Dr. Ricardo Zorraquín Becú
- (1967 - 1969) Dr. Miguel Ángel Cárcano
- (1970 - 1974) Dr. Ricardo Rodolfo Caillet-Bois
- (1974 - 1975) Prof. Ricardo Piccirilli
- (1976 - 1988) Dr. Enrique M. Barba
- (1988 - 1993) Dr. Ricardo Zorraquín Becú
- (1994 - 1999) Dr. Víctor Tau Anzoátegui
- (2000 - 2005) Dr. Miguel Ángel De Marco
- (2006 - 2008) Dr. César A. García Belsunce
- (2009 - 2011) Dr. Eduardo Martiré
- (2012 - 2014) Dr. Miguel Ángel De Marco
- (2015 - 2017) Dr. Roberto Cortés Conde
- (2018 - 2020) Dr. Fernando Enrique Barba
- (2021 - 2023.) Dr. Natalio R. Botana
- (2024 - actual.) Dr. Fernando Devoto

## Académicos de número

Fachada del antiguo recinto del Congreso (sede de la Academia desde 1971); corresponde al álbum fotográfico con vistas de la Ciudad Autónoma de Buenos Aires, realizado por el fotógrafo Christiano Junior en 1876.

La Academia cuenta con 40 académicos de número, se indica en cada caso el año de elección:
- Daisy Rípodas Ardanaz (1980)
- Miguel Ángel De Marco (1986)
- Roberto Cortés Conde (1986)
- Ramón Gutiérrez (1991)
- Eduardo Martiré (1992)
- Isidoro J. Ruiz Moreno (1992)
- Natalio R. Botana (1994)
- Nilda Guglielmi (1994)
- Olga Fernández Latour de Botas (1994)
- Samuel Amaral (1997)
- Fernando Barba (2001)
- Beatriz Figallo (2007)
- Guillermo Andrés Oyarzábal (2007)
- María Sáenz Quesada (2007)
- Eduardo Alberto Zimmermann (2007)
- Beatriz Moreyra (2013)
- María Cristina Seghesso de López Aragón (2013)
- Marcela Aspell (2013)
- Miguel de Asúa (2013)
- Fernando Devoto (2013)
- Hernán Otero (2013)
- Diego Alejandro Soria (2014)
- Eduardo José Míguez (2014)
- José Emilio Burucúa (2015)
- José María Díaz Couselo (2015)
- Luis Alberto Romero (2015)
- Horacio Sánchez de Loria Parodi (2015)
- Marcela Ternavasio (2016)
- Susana Frías (2016)
- Claudio Panella (2019)
- Miguel Ángel De Marco (h) (2019)
- Carlos Egües (2019)
- Ezequiel Abásolo (2019)
- Beatriz Bragoni (2019)
- Gustavo L. Paz (2019)
- Andrés Regalsky (2019)
- Darío Roldán (2019)
- Javier Ortíz Batalla (2022)
- Carlos Piñeiro Iñiguez (2022)
- Pablo Gerchunoff (2023)